# Gonatium pallidum
Gonatium pallidum är en spindelart som beskrevs av Friedrich Wilhelm Bösenberg 1902. Gonatium pallidum ingår i släktet Gonatium och familjen täckvävarspindlar.
Artens utbredningsområde är Tyskland. Inga underarter finns listade i Catalogue of Life.